# Sturač japonský
Sturač japonský (Styrax japonicus) je okrasná, subtropická, opadavá dřevina pěstovaná občas i v českých parcích. Pochází z východní Asie a bývá vysazován pro svou hojnou násadu visících bílých květů. V České republice není příliš znám a tudíž rozšířen, roste obvykle jen v botanických zahradách a přidružených parcích.

## Ekologie
Pro úspěšný růst a bohaté kvetení požaduje světlé stanoviště s  humózní a průběžně vlhkou půdou, neutrální nebo mírně kyselou. Ve středoevropských podmínkách se vysazují na chráněná stanoviště; starší rostliny zdejší zimu obvykle přečkávají bez problému, mladé semenáče se doporučuje na zimu chránit před studeným větrem chvojím.

## Popis
Ve své domovině je to strom s kmenem s hladkou kůrou, který dosahuje do výše až 8 m a jeho horizontální větve vytvářejí zaoblenou korunu, v české přírodě vyrůstá často jen jako mnohem nižší keř. Šedá kůra starších větví je rozpraskaná a zevnitř prosvítá oranžová barva. Letorosty jsou slabě zploštěné a purpurové, později se stávají kulatými. Jsou porostlé střídavými listy s krátkými řapíky, mají papírovitou až kožovitou strukturu, široce obvejčité tvar a jsou 5 až 10 cm dlouhé a 1 až 6 cm široké. Jejich čepele jsou u báze klínovité, na vrcholku špičaté, po obvodě celokrajné, mají pět až sedm párů žilek, jsou zespod na žilkách chlupaté a jinak lysé, na líci lesklé a na rubu matné.
Bílé, příjemně vonící květy zvonkovitého tvaru bývají velké asi 3 cm. Vyrůstají jednotlivě na převislých žlutých či oranžových stopkách, asi 3 cm dlouhých a společně vytvářejí pěti až osmikvěté koncové hrozny. Kalich je tvořen pěti blanitými, nestejnými, slabě nazelenalými lístky. Zvonovitá koruna má pět bílých, vejčitých laloků vespod srostlých a krátkou trubku. V květu je pět zploštělých, krátkých, žlutých tyčinek s podélně se otvírajícími prašníky a několikadílný semeník s mnoha vajíčky a s jednou čnělkou s bliznou. Kvete v květnu až červenci, plody dozrávají v srpnu až říjnu.
Plodem je hnědošedá, vejčitá nebo elipsoidní pukající peckovice 8 až 15 mm velká. Je porostlá šedými hvězdicovitými chlupy a obsahuje jedno až tři hnědá, vrásčitá semena. Zralá souplodí zůstávají na stromech ještě i po opadu listů.

## Rozmnožování
Rostlina se nejlépe rozmnožuje předem v chladu stratifikovanými semeny sázenými do vlhké půdy, nebo je lze čerstvá vysázet přímo na záhon již na podzim. Dospělý jedinec vyprodukuje velké množství semen, která často samovolně v blízkosti vyklíčí. Může se také vegetativně množit řízky z měkkého dřeva sázenými do teplého a vlhkého skleníku nebo hřížením větví.

## Význam
Sturač japonský bývá vysazován převážně pro sněhobílé, jako by voskové květy visící ve velkém množství pod větvemi, které se postupně rozvinou z krémově bílých poupat, Skýtá také pěkný pohled i na podzim, kde se zelená barva listů mění do hněda a na stromech visí od pozdního léta do pozdního podzimu šedavé peckovice po opylených květech.
Strom je také v české krajině neobvyklý svým téměř vodorovně rostoucími větvemi, které se časem sklápějí dolů a s věkem stěžují průchod pod stromy. Po odkvětu se stromy dají dobře tvarovat. Stromy se dožívají 40 a více let, jsou částečně tolerantní ke znečištěnému městskému prostředí a netrpí živočišnými škůdci. Protože jsou nevelkého vzrůstu, jsou doporučovány do malých zahrad nebo pro výsadbu ve skupinách.

## Galerie

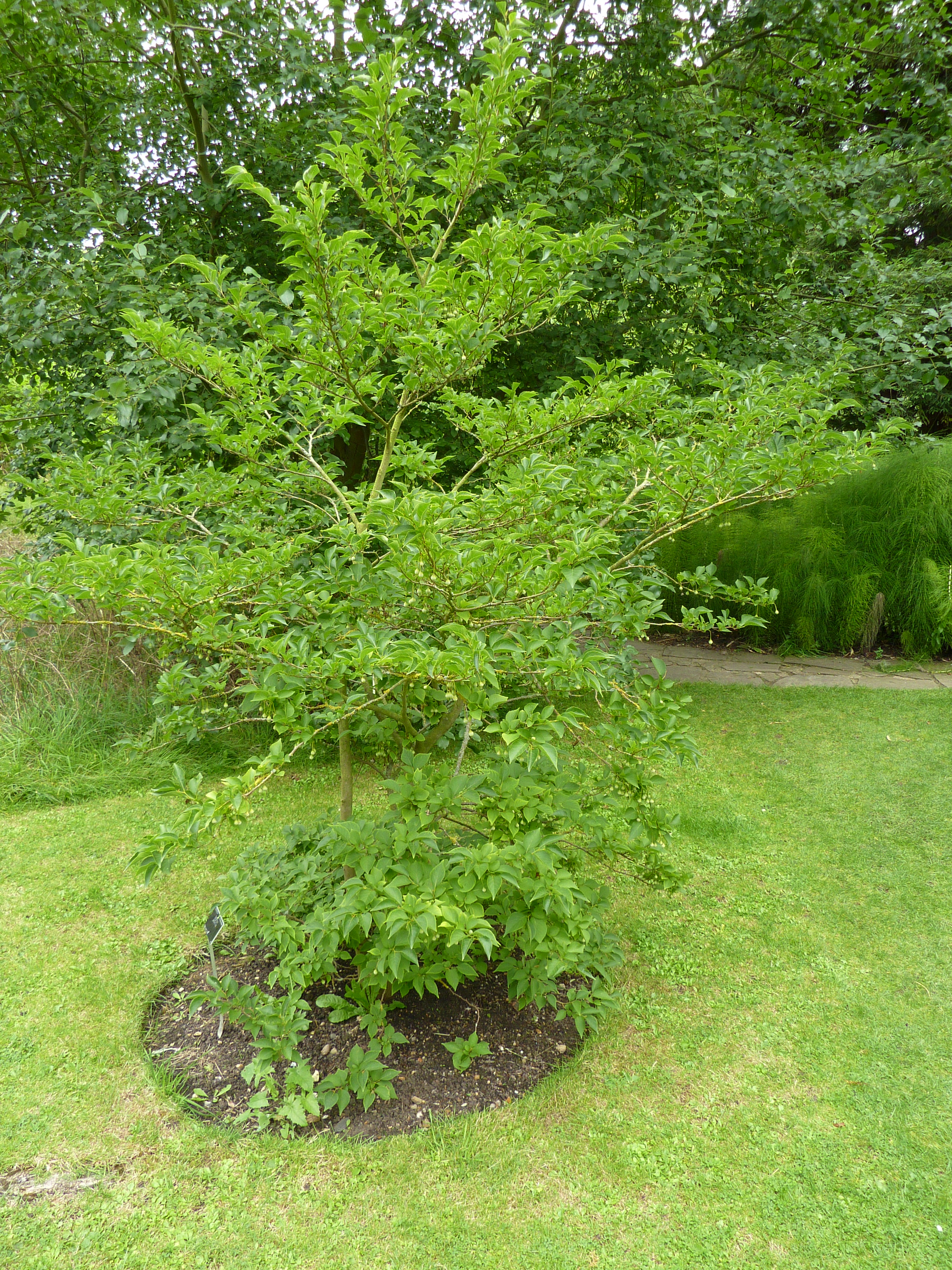
Mladá rostlina
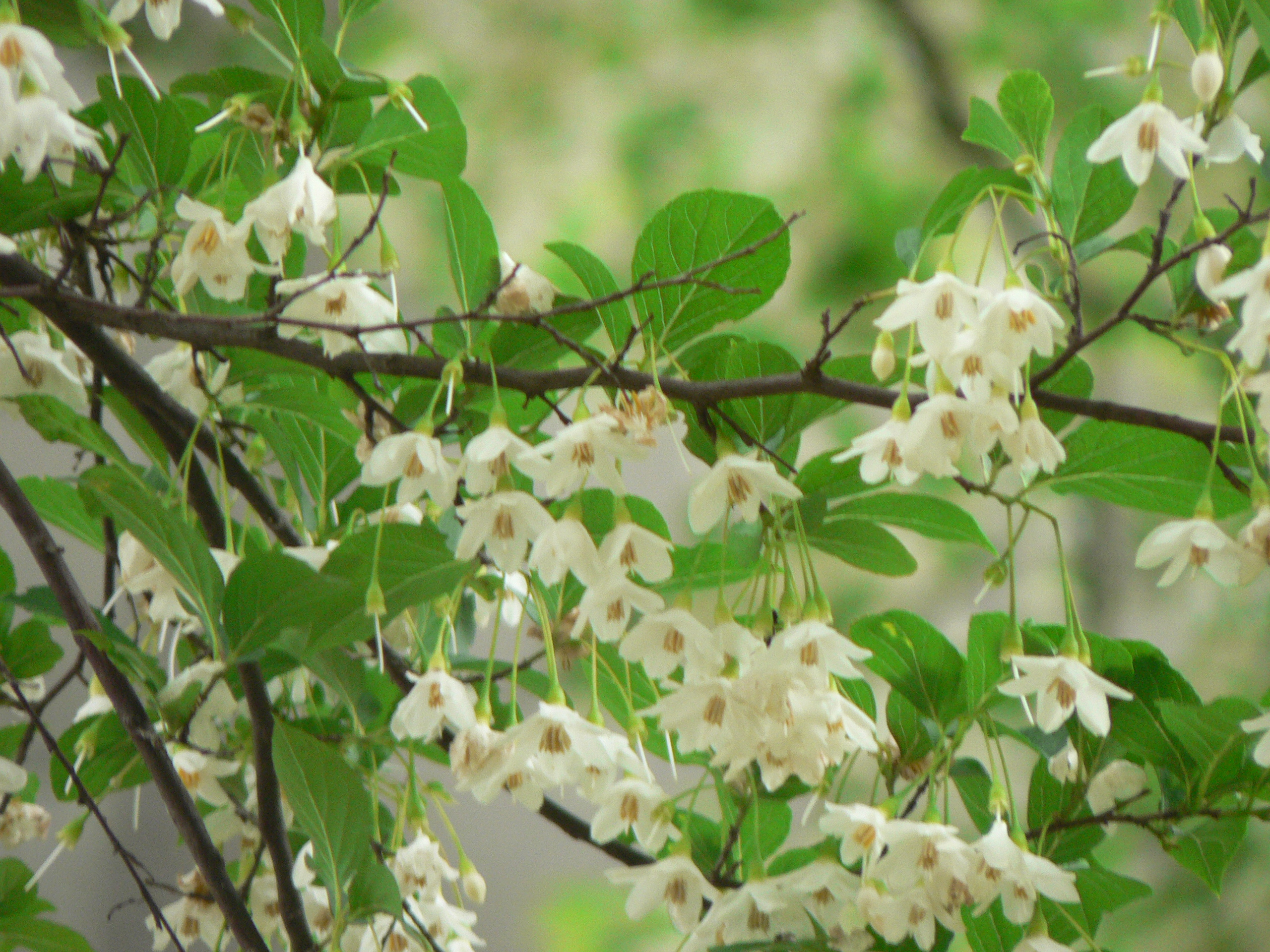
Větvička s květy
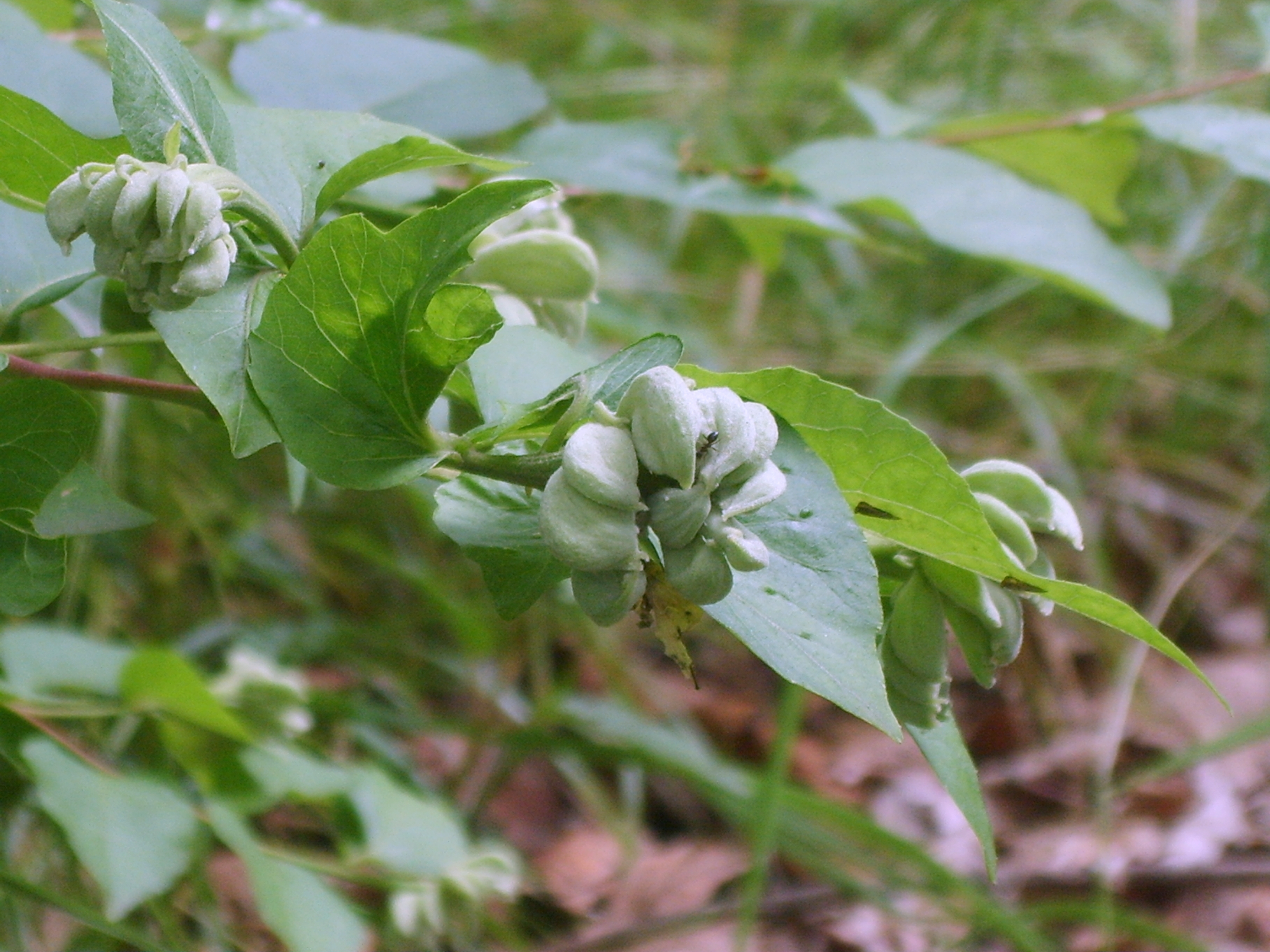
Zrající souplodí